# El Bronx (serie de televisión)
El Bronx es una serie de televisión colombiana escrita por Gustavo Bolívar y producida por Fox Telecolombia para Caracol Televisión en el año 2017. Se estrenó en Colombia el 29 de enero de 2019. Está basada en los eventos ocurridos en el sector El Bronx, un lugar que se encuentra ubicado en el centro de Bogotá, en donde la gente vivía en la miseria, las drogas y el crimen organizado. Está  protagonizada por Rosmeri Marval ,y José Julián Gaviria., con las participaciones antagónicas de Jim Muñoz y Carlos Manuel Vesga. 
En Colombia se estrenó con una audiencia total de 12.1 puntos a nivel nacional, superando a Rosario Tijeras, su competencia directa. Se posicionó como lo más visto en el horario nocturno, después de Loquito por ti producción del mismo canal.

## Producción
El rodaje de la serie inició el 5 de junio de 2017, y está grabada en formato 4K Ultra HD. Se realizó en la ciudad de Bogotá en los estudios de Fox Telecolombia, recreando varios detalles del Bronx con el apoyo de la Policía que le permitieron la entrada de la producción para ver algunas características del lugar. En las filmaciones se contó con la ayuda de varios extras y algunas historias de los personajes fueron basadas de hechos reales.

## Trama
La historia gira en torno a El Bronx, un sector situado en el centro de Bogotá y el cual fue por muchos años uno de los sectores más peligrosos de toda Colombia. Andrés (José Julián Gaviria) y Juliana (Rosmeri Marval), son dos jóvenes que por indecisión propia conviven en El Bronx. Ambos, junto con otras personas que han visto sus vidas siendo arrastradas por este lugar gracias a la miseria, las drogas y el crimen organizado, buscarán salir de él arriesgando sus vidas a cada momento, para así poder encontrar la felicidad que les arrebató El Bronx.

## Elenco

### Principal
- Rosmeri Marval como Juliana Luna Gómez[7]
- José Julián Gaviria como Andrés Cárdenas[7]
- Rodrigo Candamil como Gerardo Noriega[21]
- Natasha Klauss como Sara Sáenz de Noriega[22]
- Ramiro Meneses como Carlos Luna[23]
- Ella Becerra como Rubiela Gómez[24]
- Marcela Gallego como Patricia Cárdenas[25]
- Santiago Soto como Lorenzo Kölher[26]
- Jim Muñoz como Manolo Franco[27]
- Carlos Manuel Vesga como Marlon Galeano «Picasso»[28]
- Juan Carlos Messier como Alfredo Venegas
- Sandra Guzmán como María «Marucha» Cárdenas[29]
- Alejandra Crispín como Estrella[30]
- Juan Felipe Muñoz como «Raya»
- Hans Martínez como Mayor Jorge Tovar[31]
- Lina Castrillón como Capitana Carmen Andrade[32]
- Adrián Sánchez como «Cicatriz»[33]
- Jonathan Bedoya como Nicolás Noriega Sáenz
- Ginna Parra como Camila Noriega Sáenz
- Juan Millán como Fernando
- Lucho Velasco como «El Ganso»[34]

### Recurrente
- Mauricio Navas como Teniente Milton Neira / «Chaplin»[35]
- Diana Motta como Nina[36]
- Julián Farietta como Julio «Chico» Ventura[37]
- Gustavo Ángel como Luciano Sanín
- Alina Lozano como Helena Rojas
- Cristian Madrigal como Martín Rojas «Gomelo»[38]
- Dubán Prado como «San Andrés»
- Diana Herrera como Karen Guzmán Pérez[39]
- Ana Wills como Gabriela Miller
- Horacio Tavera como Coronel Ernesto Varela
- Giancarlo Mendoza como Agente Fernán Benítez
- Rafael Uribe como «Caracha»
- Marta Nieto como Judith Paz
- Maxi Ghione como Gregorio Scola
- Rita Bendek como Rafaela Estévez de Scola
- Lenard Vanderaa como Sergio Torrijos[40]
- Pedro Gilmore como Giancarlo Scola Estévez
- Tahimi Alvariño como Sofía Torrijos
- Carlos Medina como «El Médico»
- Alejandro Gómez como Rogelio[41]
- María Teresa López como Gladys Pérez
- Fabián Villa como Agente Carlos Rodríguez
- Germán Quintero como Ignacio Sáenz
- Chrismaither Pestana como Estela de Neira
- Eleazar Osorio como General Álvaro Otalvaro[42]
- David Guerrero como Don Jaime
- Eileen Roca como Mónica Cifuentes[43]
- Johanna Castraño como Perla[44]
- Wilson Vargas como Agente Fierro
- Alejandro Gutiérrez como Héctor Acevedo / «Botero»
- Carlos "Caliche" Martínez como «Caliche»
- Yesid Téllez como Sergio
- Enilda Vega como Esther
- Paola García Olaya como Amanda León
- Cristian Cuadrado como «El Nene»
- Laura Hernández como Nicole
- Tatiana de los Ríos como «Parca»[45]
- Julián Villegas como Germán Bocanegra[46]
- Félix Mercado como «Formol»
- Diana Mendoza Solano como Paloma
- Eliana Diosa como Sargento Andrea Suárez
- Julieth Giraldo como Sargento Marcela Gómez
- Felipe Giraldo como Sargento Mayor Manuel Rojas
- Christian Ramos como Subteniente Jorge Sastoque
- Rafael Rubio como un agente
- Ivonne Gómez como Pilar
- Carlos Nazari[47]